# Gay (Prarostino)
Gay è una località abitata nel territorio comunale di Prarostino, nella città metropolitana di Torino.
È situata su un altopiano alto 490 metri sul livello del mare, sulla destra orografica del torrente Chisone, all'imbocco dell'omonima valle. È costeggiata, a monte, dal Rio Freddo. Dista quattro chilometri dal comune di Pinerolo e guarda verso Abbadia Alpina.
È una tipica borgata valdese, chiusa su sé stessa con le case aggrappate l'una all'altra e circondata da prati ed estesi boschi. Fino all'inizio del XIX secolo era rinomata per la produzione di vino (coltivato sui tipici bari, i muretti di terrazzamento) e di mele.

## Storia
Nel 1799 «qualche centinaio di Piemontesi si gettò sulla borgata dei Gay che incendiò, continuando poi la sua devastazione su per Prarostino. I Valdesi inviarono un espresso a Pinerolo per darne notizia al principe Pëtr Ivanovič Bagration, aiuto di campo di Souwarow, capo delle truppe russe che stazionava in questo capoluogo, il quale fece cessare il brigantaggio. La perdita subita da quelli dei Gay in questa occasione fa valutata sulle 25.000 lire».
È presente in borgata una delle 200 scuole che ai primi dell'Ottocento il colonnello inglese, Charles John Beckwith, gravemente ferito nella battaglia di Waterloo, volle costruire per l'alfabetizzazione delle popolazioni valdesi delle valli pinerolesi. Nel 1919 venne eletto Matteo Gay, primo deputato socialista evangelico. Nel gennaio 2006 la borgata è stata raggiunta dal gas metano, mentre nell'agosto 2007 le case sono state collegate alla rete fognaria.